# Viasat World
A Viasat World egy nemzetközi szórakoztatóipari csoport, mely 43 országban 27 fizetős TV csatornát kínál, továbbá egyes területeken on demand tartalmakat is.
Magyarországon a csatornák reklámidejét 2019. szeptember 1. óta az Atmedia értékesíti. Az Atmedia előtt a csatornák reklámmentesek voltak.

## Története
A Viasat World története a Modern Times Group nemzetközi médiacégnél kezdődött: 2003-ban házon belül kezdték a csatornák előállítását a Viasat műholdas TV platform részére Skandináviában és a Baltikumban.
2015 októberében független céggé váltak. A nézők körében közkedvelt TV csatornáiknak nevét felhasználva, 2016 májusában az MTG World-ről Viasat World-re változott a cég elnevezése.

## Csatornáik Magyarországon
- Epic Drama [5]
- Viasat Explore (korábban Viasat Explorer)
- Viasat History
- Viasat Nature
- Viasat Explore HD
- Viasat History HD
- Viasat Nature HD
- Viasat Nature/History HD (2019-ben két önálló csatornává vált) [6][7]